# Alchemy (álbum de Yngwie Malmsteen)
Alchemy es un álbum de estudio de Yngwie Malmsteen. Fue producido por Yngwie Malmsteen y publicado por Dream Catcher en 1999. Además, fue grabado en Studio 308, que Yngwie Malmsteen posee en Miami, y en los estudios Criteria. El ingeniero de grabación fue Yngwie Malmsteen, asistido por John Sawyer y Chris Tsangarides, mientras que el arte de tapa fue de Rich Di Silvio.
Los temas incluidos son Leonardo, basado en Leonardo da Vinci, Legion of The Damned y los instrumentales Blitzkrieg, Blue  y Asylum, entre otros. Algunos de los músicos invitados fueron Mats Olausson y Mark Boals. En 2000, Alchemy fue reeditado por Eagle Rock Entertainment.

## Canciones
| N.º | Título                                                            | Letras         | Música    | Duración                   |  |
| 1.  | «Blitzkrieg»                                                      | (instrumental) | Malmsteen | 4:14                       |  |
| 2.  | «Leonardo»                                                        | Malmsteen      | Malmsteen | 7:36                       |  |
| 3.  | «Playing with Fire»                                               | Malmsteen      | Malmsteen | 6:17                       |  |
| 4.  | «Stand (The)»                                                     | Malmsteen      | Malmsteen | 5:05                       |  |
| 5.  | «Wield My Sword»                                                  | Malmsteen      | Malmsteen | 6:13                       |  |
| 6.  | «Blue»                                                            | (instrumental) | Malmsteen | 4:11                       |  |
| 7.  | «Legion of the Damned»                                            | Malmsteen      | Malmsteen | 5:51                       |  |
| 8.  | «Deamon Dance»                                                    | Malmsteen      | Malmsteen | 5:25                       |  |
| 9.  | «Hangar 18, Area 51»                                              | Malmsteen      | Malmsteen | 4:44                       |  |
| 10. | «Voodoo Nights»                                                   | Malmsteen      | Malmsteen | 7:31                       |  |
| 11. | «Asylum" - I. "Asylum" - II. "Sky Euphoria" - III. "Quantum Leap» | (instrumental) | Malmsteen | 11:21 - 4:07 - 3:19 - 3:55 |  |

## Personal
- Yngwie Malmsteen, Guitarras líderes, guitarras rítmicas, guitarras acústicas, sintetizador de guitarra, pedales Moog Taurus, cítara, voces, productor, ingeniero de grabación. Bajo (en Legion of the Damned y Deamon Dance.
- Mark Boals, Voces.
- Barry Dunaway, Bajo.
- John Macaluso, Batería.
- Mats Olausson, Teclados y coros.
- John Sawyer, Ingeniero asistente de grabación.
- Chris Tsangarides, Ingeniero de grabación en los estudios Criteria (sesión de batería).